# 코 타푸

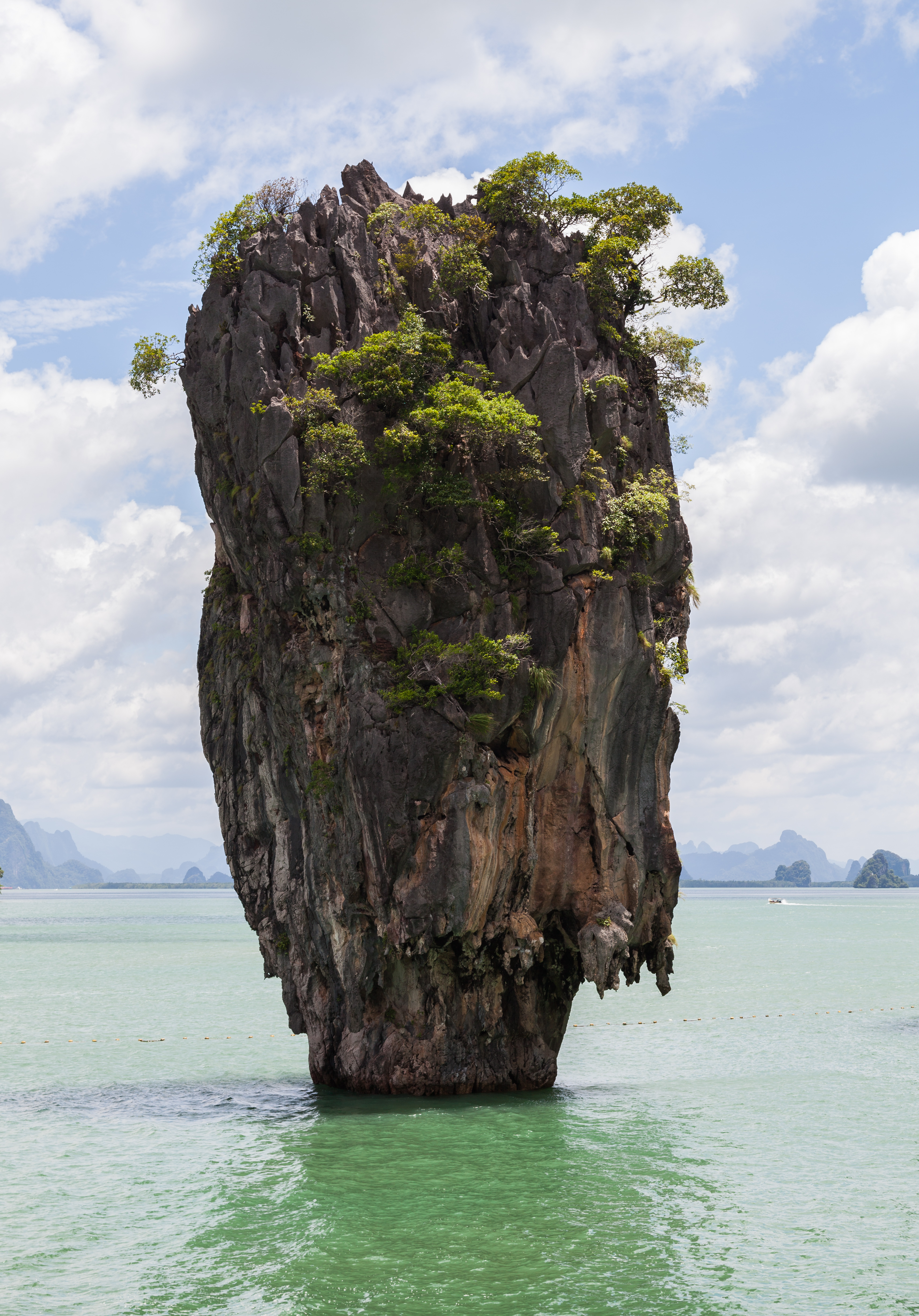
섬의 모습

코 타푸(태국어: เกาะตะปู) 또는 카오 타푸(เขาตะปู)는 태국의 팡응아 해상국립공원(Ao Phang Nga National Park)에서 떨어진 바위의 섬이다. 영국 영화 시리즈 중 하나인 007 시리즈 《황금팔을 가진 사나이》에 두 차례 등장하여 1976년부터 제임스 본드섬이라는 별칭으로도 불린다.